# Mazda E-go
La Mazda E-Go est un concept car du constructeur automobile Japonais Mazda, présenté 1990.
Il s'agit d'une barquette à deux places motorisée par un moteur rotatif de 170 ch pour 550 kg.